# Laua-an, Antique
Laua-an là một đô thị cấp bốn ở tỉnh Antique, Philippines. Theo điều tra dân số năm 2015, đô thị này có dân số 26.072 người trong.

## Các đơn vị hành chính
Laua-an, về mặt hành chính, được chia thành 40 khu phố (barangay).
| - Banban - Bongbongan - Cabariwan - Cadajug - Canituan - Capnayan - Casit-an - Guinbanga-an - Guiamon - Guisijan - Igtadiao - Intao - Jaguiquican - Jinalinan | - Lactudan - Latazon - Laua-an - Leon - Liberato - Lindero - Liya-liya - Lugta - Lupa-an - Magyapo - Maria - Mauno - Maybunga | - Necesito (Paniatan) - Oloc - Omlot - Pandanan - Paningayan - Pascuala - Poblacion (Centro) - San Ramon - Santiago - Tibacan - Tigunhao - Virginia - Bagongbayan |